# Miravet (kommunhuvudort)
Miravet är en kommunhuvudort i Spanien.   Den ligger i provinsen Província de Tarragona och regionen Katalonien, i den östra delen av landet, 400 km öster om huvudstaden Madrid. Miravet ligger 34 meter över havet och antalet invånare är 797.
Terrängen runt Miravet är huvudsakligen kuperad, men åt nordost är den platt. Miravet ligger nere i en dal. Runt Miravet är det glesbefolkat, med 19 invånare per kvadratkilometer. Närmaste större samhälle är Gandesa, 13,3 km väster om Miravet. 